# Cyrebia
Cyrebia là một chi bướm đêm thuộc họ Noctuidae.

## Các loài
- Cyrebia anachoreta (Herrich-Schäffer, 1851)
- Cyrebia luperinoides Guenée, 1852